# Bourcia
Bourcia is een plaats en voormalige gemeente in het Franse departement Jura in de regio Bourgogne-Franche-Comté en telt 118 inwoners (2009). De plaats maakt deel uit van het arrondissement Lons-le-Saunier.

## Geschiedenis
Bourcia is op 1 januari 2017 gefuseerd met de gemeenten Louvenne, Saint-Julien en Villechantria tot de gemeente Val Suran. 

## Geografie
De oppervlakte van Bourcia bedraagt 10,8 km², de bevolkingsdichtheid is dus 10,9 inwoners per km².
De onderstaande kaart toont de ligging van Bourcia met de belangrijkste infrastructuur en aangrenzende gemeenten.

## Demografie
Onderstaande figuur toont het verloop van het inwonertal.
Bourcia · Louvenne · Saint-Julien · Villechantria